# Masalia lancea
Masalia lancea là một loài bướm đêm trong họ Noctuidae.